# Chloroceryle
Genre
Chloroceryle est un genre comprenant 4 espèces de martins-pêcheurs au dos vert, vivant en Amérique.

## Liste d'espèces
D'après la classification de référence (version 2.2, 2009) du Congrès ornithologique international (ordre phylogénique) :
- Chloroceryle aenea – Martin-pêcheur nain
- Chloroceryle inda – Martin-pêcheur bicolore
- Chloroceryle americana – Martin-pêcheur vert
- Chloroceryle amazona – Martin-pêcheur d'Amazonie